# ITF Prag
Das ITF Prag (offiziell: Advantage Cars Prague Open bis 2014 Sparta Prague Open) ist ein Tennisturnier der ITF Women’s World Tennis Tour, das in Prag, Tschechien ausgetragen wird.

## Siegerliste

### Einzel
| Jahr | Kategorie  | Siegerin                | Finalgegnerin             | Ergebnis       |
| ---- | ---------- | ----------------------- | ------------------------- | -------------- |
| 2010 | $50.000    | Lucie Hradecká          | Ajla Tomljanović          | 6:1, 7:64      |
| 2011 | $100.000   | Magdaléna Rybáriková    | Petra Kvitová             | 6:3, 6:4       |
| 2012 | $100.000   | Lucie Šafářová          | Klára Zakopalová          | 6:3, 7:5       |
| 2013 | $100.000   | Lucie Šafářová          | Alexandra Cadanțu         | 3:6, 6:1, 6:1  |
| 2014 | $100.000+H | Heather Watson          | Anna Karolína Schmiedlová | 7:65, 6:0      |
| 2015 | $75.000    | María Teresa Torró Flor | Denisa Allertová          | 6:3, 7:65      |
| 2016 | $75.000    | Antonia Lottner         | Carina Witthöft           | 7:66, 1:6, 7:5 |
| 2017 | $80.000    | Markéta Vondroušová     | Karolína Muchová          | 7:5, 6:1       |
| 2018 | $80.000    | Richèl Hogenkamp        | Martina Di Giuseppe       | 6:4, 6:2       |
| 2019 | W60        | Tamara Korpatsch        | Denisa Šátralová          | 7:5, 6:3       |
| 2021 | W25        | Jule Niemeier           | Dalma Gálfi               | 6:4, 6:2       |
| 2022 | W60        | Maja Chwalińska         | Ekaterine Gorgodse        | 7:5, 6:3       |
| 2023 | W60        | Darja Semeņistaja       | Jéssica Bouzas Maneiro    | 2:6, 6:3, 6:4  |

### Doppel
| Jahr | Kategorie  | Siegerinnen                                | Finalgegnerinnen                          | Ergebnis          |
| ---- | ---------- | ------------------------------------------ | ----------------------------------------- | ----------------- |
| 2010 | $50.000    | Maša Zec Peškirič Xenija Lykina            | Petra Cetkovská Eva Hrdinová              | 6:3, 6:4          |
| 2011 | $100.000   | Petra Cetkovská Michaëlla Krajicek         | Lindsay Lee-Waters Megan Moulton-Levy     | 6:2, 6:1          |
| 2012 | $100.000   | Alizé Cornet Virginie Razzano              | Oqgul Omonmurodova Casey Dellacqua        | 6:2, 6:3          |
| 2013 | $100.000   | Renata Voráčová Barbora Záhlavová-Strýcová | Irina Falconi Eva Hrdinová                | 6:4, 6:0          |
| 2014 | $100.000+H | Lucie Hradecká Michaëlla Krajicek          | Andrea Hlaváčková Lucie Šafářová          | 6.3, 6:2          |
| 2015 | $75.000    | Kateřina Kramperová Bernarda Pera          | Miriam Kolodziejová Markéta Vondroušová   | 7:64, 5:7, [10:1] |
| 2016 | $75.000    | Demi Schuurs Renata Voráčová               | Sílvia Soler Espinosa Sara Sorribes Tormo | 7:5, 3:6, [10:4]  |
| 2017 | $80.000    | Anastassija Potapowa Dajana Jastremska     | Mihaela Buzărnescu Alena Fomina           | 6:2, 6.2          |
| 2018 | $80.000    | Cornelia Lister Nina Stojanović            | Bibiane Schoofs Kimberly Zimmermann       | 6:2, 2:6, [10:8]  |
| 2019 | W60        | Nicoleta-Cătălina Dascălu Raluca Șerban    | Lucie Hradecká Johana Marková             | 6:4, 6:4          |
| 2021 | W25        | Anna Bondár Kimberley Zimmermann           | Xenia Knoll Elena-Gabriela Ruse           | 7:65, 6:2         |
| 2022 | W60        | Bárbara Gatica Rebeca Pereira              | Miriam Kolodziejová Jesika Malečková      | 6:4, 6:2          |
| 2023 | W60        | Maja Chwalińska Jesika Malečková           | Aneta Kučmová Kaylah McPhee               | 6:0, 7:65         |